# Bukowno (Silésie)
Pour les articles homonymes, voir Bukowno (homonymie).
Bukowno (prononciation : [buˈkɔvnɔ]) est une localité polonaise de la gmina d'Olsztyn, située dans le powiat de Częstochowa en voïvodie de Silésie.